# Bephratoides maculatus
Bephratoides maculatus är en stekelart som beskrevs av Charles Thomas Brues 1909. Bephratoides maculatus ingår i släktet Bephratoides och familjen kragglanssteklar. Inga underarter finns listade.